# جون ميتكالف
جون ميتكالف (بالإنجليزية: John Metcalf)‏ هو ناقد أدبي كندي وبريطاني، ولد في 12 نوفمبر 1938 في كارلايل في المملكة المتحدة.